# 基姆薩克魯斯山脈
基姆薩克魯斯山脈（Cordillera Quimsa Cruz）是玻利維亞的山脈，位於該國西部拉巴斯省，處於的的喀喀湖東南面和烏魯烏魯湖以北，屬於安第斯山脈的一部分，長35公里、寬12公里，最高點海拔高度是5,800米的哈查庫諾科庫柳山，山體由花崗岩組成。